# Theodor Weber (Landrat)
Theodor Weber (* 21. Juni 1880 in Münster, Landkreis Gießen; † 28. März 1980) war in der Übergangsphase, unmittelbar nach dem Zweiten Weltkrieg, kurzzeitig Landrat des Landkreises Gießen.

## Familie
Theodor Weber war der Sohn des evangelischen Pfarrers Karl Weber und dessen Ehefrau, Marie, geb. Kayser. Theodor Weber heiratete am 17. September 1910 in Osnabrück Wilhelmine Emma Johanna Rumpf († 26. Juli 1972).

## Karriere
Theodor Weber studierte Rechtswissenschaft und bestand 1908 die juristische Staatsprüfung. Anschließend arbeitete er bei einer Stuttgarter Versicherungsgesellschaft. Am Ersten Weltkrieg nahm er von 1914 bis 1918 als Offizier teil.
1920 ging er in den Verwaltungsdienst des Volksstaats Hessen und war in einer Reihe von Kreisverwaltungen tätig, zunächst in Heppenheim, dann in Bensheim, in Schotten und Büdingen (ab 1926). 1923 wurde er Regierungsrat. 1934 kam er an das Kreisamt Gießen und war als dienstältester Regierungsrat Vertreter des Landrats.
Theodor Weber war Mitglied der Bekennenden Kirche und stand dem Nationalsozialismus ablehnend gegenüber. Den Beitritt zur NSDAP vermied er trotz des auf die Beamten ausgeübten Drucks und trat nur der nationalsozialistischen Volkswohlfahrt und dem nationalsozialistischen Rechtswahrerbund bei. Nach dem Zweiten Weltkrieg wurde er aufgrund des Verfahrens nach dem Gesetz Nr. 104 zur Befreiung von Nationalsozialismus und Militarismus vom 5. März 1946 als „entlastet“ eingestuft.
Am 15. April 1945 ernannte ihn die amerikanische Militärregierung zum Landrat des Landkreises Gießen. Aber bereits zum 1. Juli 1945 wurde er aufgrund des Erreichens der Altersgrenze in den Ruhestand versetzt.